# Frank Baltrusch
Frank Baltrusch (Magdeburgo, 21 marzo 1964) è un ex nuotatore tedesco.
Specializzato nel dorso ha vinto la medaglia d'argento nei 200 m dorso alle olimpiadi di Seul 1988.

## Palmarès
- Olimpiadi

Seul 1988: argento nei 100m do.
- Mondiali

1982 - Guayaquil: bronzo nei 200m dorso.
1986 - Madrid: argento nei 200m dorso.
- Europei

1983 - Roma: bronzo nei 200m dorso.
1985 - Sofia: bronzo nei 200m dorso.
1987 - Strasburgo: argento nei 100m dorso, bronzo nei 200m dorso e nella staffetta 4x100m misti.